# Baseball Stars 2
Baseball Stars 2 (ベースボールスターズ2?, Bēsubōru Sutāzu 2) è un videogioco sportivo arcade incentrato sul  baseball, il quale è sviluppato e pubblicato da SNK nel 1992 per Neo Geo. Venne convertito solamente per la console NES ed è distribuito solo in Nord America.

## Modalità di gioco
Baseball Stars 2 consta di due principali modalità: "Game" (1P VS 2P), ove entrambi gli utenti selezionano una squadra e giocano una singola partita, e "Pennant Race" (1P Play), riservata al giocatore singolo in cui egli competerà in un torneo a quindici squadre per cercare di ottenere il titolo di campione. Quest'ultima modalità offre poi due livelli di difficoltà, ovvero Fighting (Easy) ed Exciting (Hard); nella prima la palla viene lanciata automaticamente al posto del giocatore, mentre nella seconda il giocatore la lancia manualmente. Le sei squadre disponibili a inizio partita usano i nomi delle loro città reali, sebbene le statistiche e i nomi dei giocatori siano fittizi.
Nonostante segua lo stesso gameplay dei predecessori e la maggior parte delle regole siano presenti, questo capitolo opta per un approccio più in stile arcade dello sport invece di essere una simulazione completa. Nel match infatti l'utente deve colpire un lancio, raggiungere una base in sicurezza, lanciare uno strike, eliminare i giocatori del computer o ritirare la squadra sempre del computer per terminare un inning. È anche possibile sostituire un giocatore, ma il limite è solo di tre sostituzioni. L'incontro finisce quando una squadra ha segnato più punti dell'altra in qualsiasi momento. Infine, Baseball Stars 2 aggiunge potenziamenti che l'utente può raccogliere e utilizzare durante la sessione, come la capacità del lanciatore di lanciare più velocemente o del battitore di battere meglio.

## Accoglienza
In Giappone, la rivista Game Machine elencò Baseball Stars 2 nel numero del 1º giugno 1992 come l'ottava unità arcade di maggior successo del mese. Allo stesso modo, RePlay ha riferito che era il sedicesimo gioco più popolare in Nord America.
Il titolo era criticalmente acclamato. I due recensori di GameFan hanno assegnato una percentuale del 99% e del 97%; il primo affermò che "è di gran lunga il miglior gioco sportivo a cui abbia mai giocato", mentre il secondo constatò che "la grafica è incredibilmente dettagliata" e che "il gameplay è ineguagliabile". Hanno concluso che "ha la migliore grafica, il miglior sonoro e il miglior gameplay da questa parte di ESPN".